# Кляцкин, Исай Герцевич
Исай Герцевич Кляцкин (1895—1978) — советский военный деятель и учёный.
Заместитель начальника управления, затем заместитель начальника Научно-технического комитета Главного управления связи Советской армии, генерал-майор технических войск (1943). Заслуженный деятель науки и техники РСФСР, доктор технических наук (1938), профессор (1934, по другим данным 1930). Старший брат шахматиста М. Г. Кляцкина.

## Биография
Родился в еврейской семье, в 1913 году окончил гимназию.
С 1918 года в РККА, с 1920 года — радиотехник на строительстве первых радиостанций в СССР (имени Реввоенсовета Республики и других). С 1923 года — инженер, начальник отдела, заместитель начальника НИИ связи РККА, затем на руководящих должностях в НКО СССР. В 1924 году окончил МВТУ. Научную и педагогическую деятельность начал,  ещё будучи студентом. В 1921 году опубликовал свою первую научную работу «Расчёт противовеса», а с 1922 года по поручению М. В. Шулейкина он читал лекции в Московском институте инженеров связи. В статье «Излучение вертикального заземленного провода» получил дальнейшее развитие предложенный Д. А. Рожанским метод наведённых ЭДС. Впоследствии не раз возвращался к этой теме, которая была развита А. А. Пистолькорсом и применена к основам расчета сложных многовибраторных КВ-антенн.
Был одним из инициаторов создания в СССР ретрансляционной радиолинии. С 1928 года преподавал в МЭИ, в Академии связи им. В. Н. Подбельского. С 1932 года преподавал в Московском институте инженерной связи. В 1928 ему было присвоено звание доцента, в 1934 году — профессора, в 1938 году — степень доктора технических наук.
Во время Великой Отечественной войны на разных должностях в Главном управлении связи РККА. Руководил созданием ряда образцов военной радиотехники. После окончания войны — заместитель начальника управления, затем заместитель начальника Научно-технического комитета Главного управления связи. В 1951 году был назначен на должность помощника начальника Военной Краснознаменной академии связи, где читал курс теоретической радиотехники.
С 20 января 1953 года в запасе. Профессор кафедры теоретической радиотехники ЛЭИС. Ему принадлежат 34 научные работы (по другим данным автор более 100 научных трудов), среди которых учебники для высшей школы, монографии, и большое число научных статей. Участвовал в проектировании и создании синхроциклотрона в Дубне. Эта работа протекала в руководимом им теоретическом отделе Радиотехнической лаборатории АН СССР. Участвовал в разработке системы единиц измерения (СИ) в 1954—1957.
Умер 30 мая 1978 года. Похоронен на Большеохтинском кладбище в Ленинграде.

## Звания
- бригинженер (27 января 1941);
- генерал-майор (4 февраля 1943).

## Награды
- орден Ленина;
- два ордена Красного Знамени;
- орден Трудового Красного Знамени;
- орден Красной Звезды;
- медали.